# Karakuri (marionetta)

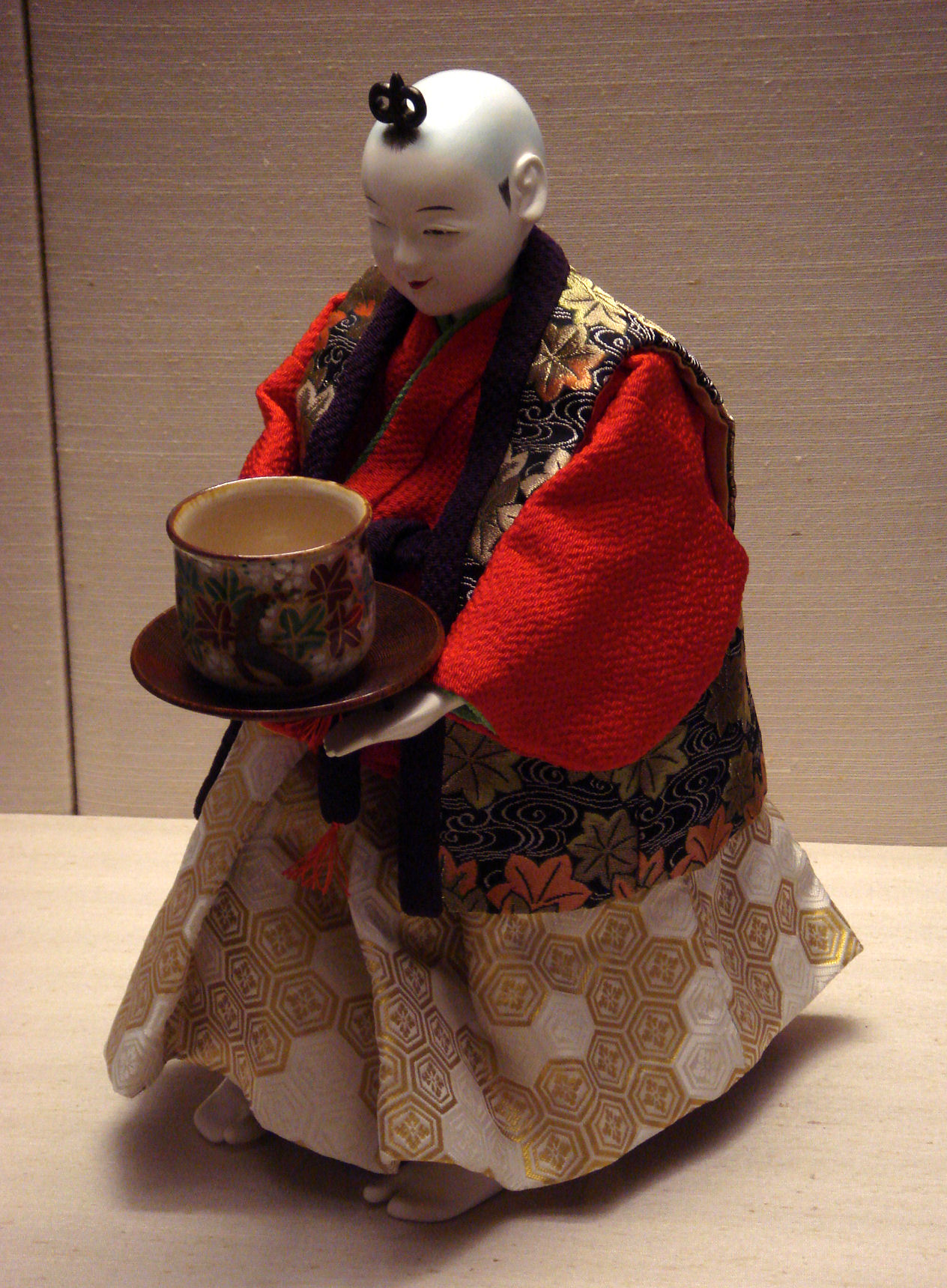
Un karakuri esposto nel British Museum di Londra (ca. 1800)

Il karakuri (in giapponese からくり? lett. "meccanismi/trucco") è una marionetta o automa prodotto in Giappone tra il diciassettesimo e il diciannovesimo secolo. Ne esistono tre tipologie:
- Butai karakuri (in giapponese 舞台からくり?): bambole a grandezza naturale progettate per gli spettacoli teatrali.
- Zashiki karakuri (in giapponese 座敷からくり?): di piccole dimensioni, erano finalizzati a uso casalingo.
- Dashi karakuri (in giapponese 山車からくり?): grandi bambole meccaniche usate durante le feste religiose.

La parola "karakuri" in giapponese è usata anche per indicare un robot. In lingua indonesiana, la parola "karakuri" (derivata dal giapponese) significa genericamente "meccanismo".

## Etimologia e storia

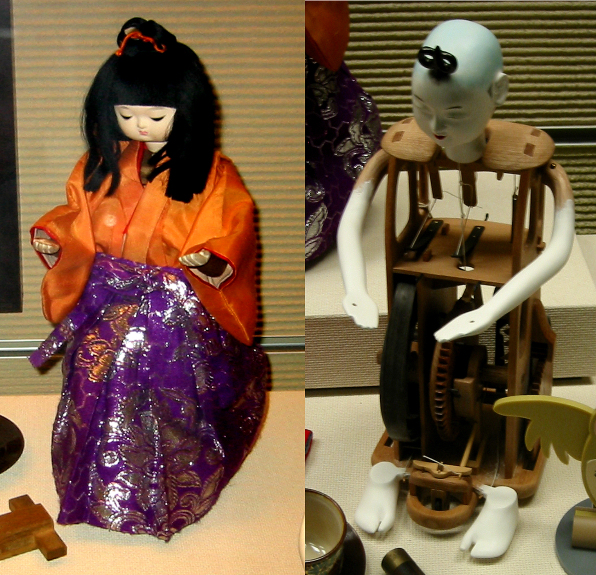
Due karakuri ottocenteschi conservati nel Museo nazionale della natura e delle scienze di Tokyo

Karakuri deriva forse dal verbo karakuru, che indica l'atto di tirare e muovere un filo.
Nel Nihon shoki, è menzionato un antecedente dei karakuri, ovvero un carro che punta a sud del 658 a.C., quando regnava l'imperatrice Kōgyoku.
I primi karakuri vennero sviluppati all'inizio del XVII secolo, durante il periodo Sengoku, dopo che si iniziarono a diffondere in Giappone i primi meccanismi a orologeria europei. I karakuri ebbero particolarmente successo durante il periodo Edo, considerato l'età d'oro di tali manufatti. Dapprima noti ai borghesi più ricchi, come ad esempio i kuge e i daimyo, le marionette meccaniche giapponesi guadagnarono sempre più popolarità, diventando i protagonisti di festival come il Toshogu Matsuri di Nagoya. Il primo karakuri finalizzato agli spettacoli teatrali (butai karakuri) venne ideato dall'orologiaio Takeda Omi nel 1662.
Tanaka Hisashige, che fondò la Toshiba nel 1875, fu anch'egli un costruttore di karakuri. Tra i suoi modelli particolarmente sofisticati ve ne era uno capace di lanciare frecce e un altro in grado di scrivere.

## Curiosità
I karakuri hanno ispirato l'omonimo archetipo di Yu-gi-oh; hanno inoltre effetti che riguardano il cambiare posizione, cioè riflette la natura meccanica di queste bambole.